# Organisation continentale latino-américaine et caraïbéenne des étudiants
L'Organización Continental Latinoamericana y Caribeña de Estudiantes (Organisation continentale latino-américaine et caribéenne des étudiants) est une organisation fondée le 11 août 1966 à Cuba et rassemblant les associations nationales étudiantes d'Amérique latine et des Caraïbes. Elle vise au développement de la coopération académique internationale, et l'éducation pour tous sans discrimination.